# Волгин, Алексей Владимирович
Алексе́й Ви́кторович Во́лгин (род. 21 января 1968, Владимир) — советский и российский легкоатлет.

## Карьера
Живёт и тренируется во Владимире в клубе «Бодрость». Тренер — А. П. Саков — заслуженный тренер РСФСР. Спортивную карьеру начинал как ходок. В сверхмарафоне впервые стартовал на чемпионате России 1994 года, став вторым за Константином Санталовым. Летом того же года выиграл чемпионат мира на озере Сарома в Японии и осенью международный супермарафон «Кантабрия».
В 1995 году был третьим на супермарафоне «Комрадс» и вторым на чемпионате мира.
В 1996 году снова был третьим на супермарафоне «Комрадс» и вторым в международном супермарафоне «Кантабрия».
В 1998 году снова бронза на супермарафоне «Комрадс», серебро на Швейцарском горном марафоне и международном турнире в Тайпее.
В 1999 году на супермарафоне «Комрадс» был четвёртым, а в 2000 году — вторым.

## Семья
- Жена Наталья Волгина (Алексеева) — также легкоатлетка-сверхмарафонка, мастер спорта России международного класса.

## Результаты

### Соревнования
| Год  | Соревнования   | Город       | Дистанция | Дата        | Результат  | Место |
| ---- | -------------- | ----------- | --------- | ----------- | ---------- | ----- |
| 1994 | Чемпионат мира | Лэйк Сарома | 100 км    | 26 июня     | 6:22.43    | I     |
| 1995 | Чемпионат мира | Винсхотен   | 100 км    | 16 сентября | 6:20.44 PB | II    |
| 2001 | Чемпионат мира | Кледер      | 100 км    | 26 августа  | 7:05.45    | 18    |

| Год    | Соревнование | Город       | Дистанция    | Дата           | Результат    | Место |
| СССР   | СССР         | СССР        | СССР         | СССР           | СССР         | СССР  |
| ------ | ------------ | ----------- | ------------ | -------------- | ------------ | ----- |
| 1986   | Кубок        | Ужгород     | ходьба 50 км | 26—27 сентября | 4:07.23,0    | 10    |
| 1987   | Чемпионат    | Чебоксары   | ходьба 50 км | 7 июня         | 4:04.06,0    | 15    |
| 1988   | Чемпионат    | Вильнюс     | ходьба 50 км | 29 мая         | 3:51.24,0    | 10    |
| СНГ    |              |             |              |                |              |       |
| 1992   | Чемпионат    | Москва      | ходьба 50 км | 25 апреля      | 3:43.24,0 PB | 6     |
| Россия |              |             |              |                |              |       |
| 1994   | Чемпионат    | Калининград | бег 100 км   | 9 апреля       | 6:18.49      | II    |

1. ↑  9 место занял Мартин Бермудес (в источнике М. Вермудес) (Мексика)